# IV. Gottfried alsó-lotaringiai herceg
Púpos Gottfried (1025/1040 k. – 1076. február 26.) középkori nemesúr, a Német-római Birodalomhoz tartozó Lotaringiai Hercegség ura IV. Gottfried néven.

## Élete
Apja III. Gottfried, anyja Gottfried első felesége, Doda (v. Guota/Uoda). Születési éve bizonytalan, mivel közvetlen információ nem maradt fenn, de apja valamikor az 1000/1020 években született.
Apja halála után 1069-ben IV. Henrik német király nevezte ki IV. Gottfried néven Alsó-Lotaringia hercegévé és Verdun grófjává. Szintén 1069-ben házasodott (ld. lent). 1072-ben Toszkánába utazott, hogy feleségéhez csatlakozzon, de 1073-ban egymaga visszatért Lotaringiába. 1074-ben fegyvereseket adott IV. Henriknek a szászok elleni küzdelmekhez, amivel kivívta a pápa, VII. Gergely rosszallását (aki Henrik ellen küzdött az invesztitúraharcban).
Gottfried neve feltűnik azon a listán, amely állítólag azon német nemeseket sorolta fel, akik a 1076. január 24-ei wormsi birodalmi gyűlésen le akarták mondatni Gergely pápát. Gottfried ezen felül vállalkozott arra, hogy sereget vezet Rómába, hogy a pápát elkergesse. Nem sokkal ezután, 1076. február 26-án Antwerpen közelében meggyilkolták, feltehetőleg I. Róbert flamand gróf utasítására. Mivel csak lánygyermeke született, ezért unokaöccsét, Gottfried de Boulogne-t nevezte ki örökösének Alsó-Lotaringia trónjára.

## Családja és leszármazottai
Felesége, Matilda, Canossa úrnője és Toszkána grófnője (1046, Mantua - Bondeno de' Roncovi, 1115. július 24.), Bonifác toszkán őrgróf és második felesége, Beatrix felső-lotaringiai hercegnő lánya. Gottfried és Matilda eljegyzését 1055-ben kötötték, feltehetően amikor Matilda anyja hozzáment Gottfried apjához (mindkettejüknek ez volt a második házassága, amely 1054-ben, Mantuában történet).
1069-ben Gottfried és Matilda közösen adományt tett a Saint-Hubert des Ardennes apátság javára, de Matilda 1070-ben visszatért Toszkánába. A házassági problémákat feltehetően az is súlyosbította, hogy férj és feleség ellentétes oldalt támogatott az egyre súlyosbodó konfliktusban a császárság és az egyház között. Matilda anyja 1076-os halála után egyedül örökölte annak birtokait és címeit, 1078-tól kezdve mint "dux et marchesa", azaz hercegnő és grófnő uralkodott. Matilda VII. Gergely pápa egyik legkitartóbb és leghűségesebb támogatója volt és megpróbált közvetíteni a pápa és IV. Henrik között. Utóbbi 1077-es itáliai látogatása során Canossa várában fogadta a pápát.
1081-ben Matilda minden birtokát és vagyonát az egyházra hagyta, amelytől életfogytiglani hűbérbirtokként azokat visszakapta, de a birtokok jövedelmének nagy része így is a pápai kincstárat gazdagította. IV. Henrik végül 1085-ben Matilda összes lotaringiai birtokát (amelyet anyjától örökölt) elkobozta, Metz városát elfoglalta és támogatásáért cserébe Thierry verduni püspöknek adta. 1089-ben Matilda titokban újra házasodott, második férje II. Welf bajor herceg volt, de 1095 nyarán elváltak.
1091-ben Matilda megkísérelte fogságba ejteni az ismét Itáliába látogató IV. Henriket, de a terv meghiúsult Ugo d'Este (Matilda apósának féltestvére) árulása miatt. IV. Henrik ekkor üldözőbe vette Matildát és katonáit, akikre 1091-ben Tresenta mellett vereséget mért. A császár 1092-ben ostrom alá vette Monteveglio kastályát, de még abban az évben visszavonult Veronába, miután serege vereséget szenvedett a Canossa melletti Maddona della Battaglia-nál vívott ütközetben. Matilda végül Mantova kivételével minden elvesztett birtokát visszaszerezte, amikor Henrik 1097-ben visszatért Németországba és 1098 közepén győzedelmesen bevonult Toszkánába. 1102. november 17-én megerősítette az egyháznak tett adományát és az oklevél szövege az egyik római templomban, márványtáblára vésve, ma is látható.
Henrik utóda, V. Henrik 1111. május 6-án Bianello városában itáliai alkirálynak és a liguriai tartomány kormányzójának nevezte ki (amely nagyjából egybeesik a toszkánai egyházmegyével), valamint visszaadta neki 1081-ben elkobzott birtokait. 1115. július 24-én halt meg.
Gottfried és Matilda házasságából egy gyermek született.
- Beatrix (kb. 1070/71 - 1071. augusztus 29. előtt) Létezésére egy utalás, hogy anyai nagyanyja, Beatrix lotaringiai hercegnő adományt tett két férje és unokája ("neptis") javára.[18]